# Casanova Lonati
Casanova Lonati là một đô thị ở tỉnh Pavia trong vùng Lombardia của Ý, có cự ly khoảng 40 km về phía nam của Milan và khoảng 11 km về phía đông nam của Pavia. Tại thời điểm ngày 31 tháng 12 năm 2004, đô thị này có dân số 455 người và diện tích là 4,6 km².
Casanova Lonati giáp các đô thị sau: Albaredo Arnaboldi, Barbianello, Mezzanino, Pinarolo Po, Verrua Po.